# Daima Beltrán
Daima Beltrán (10 de setembro de 1972) é uma judoca Cubana, vice campeã olímpica nos jogos de 2000 e 2004 e tri campeã dos Jogos Pan-Americanos nos anos de 1995, 1999, 2003 